# Daniel Luxbacher
Daniel Luxbacher (Vienna, 13 marzo 1992) è un calciatore austriaco, centrocampista del First Vienna.

## Caratteristiche tecniche
È un trequartista.